# Black Oxen
Black Oxen is een Amerikaanse dramafilm uit 1923 onder regie van Frank Lloyd. Het scenario is gebaseerd op de gelijknamige roman uit 1923 van de Amerikaanse auteur Gertrude Atherton.

## Verhaal
De New Yorkse toneelschrijver Lee Clavering laat zijn oog vallen op Madame Zatianny, een gravin uit Oostenrijk. Janet Oglethorpe is verliefd op Lee, maar hij beseft dat zelf niet. Lee weet ook niet dat Madame Zatianny in feite 58 jaar oud is en dat ze haar jeugd heeft weten te bewaren door een verjongingskuur met x-stralen. Als haar duistere geheimen worden onthuld door een voormalige bewonderaar, kiest Lee voor Janet.

## Rolverdeling
| Acteur             | Personage                    |
| ------------------ | ---------------------------- |
| Corinne Griffith   | Madame Zatianny / Mary Ogden |
| Conway Tearle      | Lee Clavering                |
| Tom Ricketts       | Charles Dinwiddie            |
| Tom Guise          | Gavin Trent                  |
| Clara Bow          | Janet Oglethorpe             |
| Kate Lester        | Jane Oglethorpe              |
| Harry Mestayer     | James Oglethorpe             |
| Lincoln            | Donnie Ferris                |
| Claire McDowell    | Agnes Trevor                 |
| Alan Hale          | Prins Rohenhauer             |
| Clarissa Selwynne  | Gora Dwight                  |
| Fred Gamble        | Butler                       |
| Percy Williams     | Butler                       |
| Otto Nelson        | Dokter Steinach              |
| Eric Mayne         | Kanselier                    |
| Otto Lederer       | Oostenrijkse raadgever       |
| Carmelita Geraghty | Anna Goodrich                |
| Ione Atkinson      | Flapper                      |
| Mila Constantin    | Flapper                      |
| Hortense O'Brien   | Flapper                      |